# Campeonato Europeo de Balonmano Femenino Sub-19 de 2025
El Campeonato Europeo de Balonmano Femenino Sub-19 de 2025 fue la 15ª edición del Campeonato Europeo Femenino de Balonmano Júnior.
Se disputó en Montenegro del 9 de julio de 2025 al 20 de julio de 2025.

## Fase de grupos

### Grupo A
| Equipo              | J | G | E | P | GF | GC  | DG  | PTS |
| ------------------- | - | - | - | - | -- | --- | --- | --- |
| República Checa     | 3 | 3 | 0 | 0 | 99 | 72  | +27 | 6   |
| Hungría             | 3 | 2 | 0 | 1 | 87 | 73  | +14 | 4   |
| Polonia             | 3 | 1 | 0 | 2 | 76 | 73  | +3  | 2   |
| Macedonia del Norte | 3 | 0 | 0 | 3 | 63 | 107 | -44 | 0   |

- Resultados

| Fecha | Hora  | Partido             | Partido | Partido             | Resultado |
| ----- | ----- | ------------------- | ------- | ------------------- | --------- |
| 09.07 | 14:30 | República Checa     | -       | Polonia             | 30-24     |
| 09.07 | 19:30 | Hungría             | -       | Macedonia del Norte | 38-21     |
| 10.07 | 14:30 | Macedonia del Norte | -       | Polonia             | 18-28     |
| 10.07 | 19:30 | Hungría             | -       | República Checa     | 24-28     |
| 12.07 | 14:30 | República Checa     | -       | Macedonia del Norte | 41-24     |
| 12.07 | 19:30 | Polonia             | -       | Hungría             | 24-25     |

### Grupo B
| Equipo     | J | G | E | P | GF | GC  | DG  | PTS |
| ---------- | - | - | - | - | -- | --- | --- | --- |
| Dinamarca  | 3 | 3 | 0 | 0 | 99 | 77  | +22 | 6   |
| Montenegro | 3 | 2 | 0 | 1 | 98 | 90  | +8  | 4   |
| Islandia   | 3 | 1 | 0 | 2 | 87 | 97  | -10 | 2   |
| Lituania   | 3 | 0 | 0 | 3 | 84 | 107 | -23 | 0   |

- Resultados

| Fecha | Hora  | Partido    | Partido | Partido    | Resultado |
| ----- | ----- | ---------- | ------- | ---------- | --------- |
| 09.07 | 12:00 | Dinamarca  | -       | Islandia   | 31-25     |
| 09.07 | 17:00 | Montenegro | -       | Lituania   | 36-31     |
| 10.07 | 12:00 | Islandia   | -       | Lituania   | 31-27     |
| 10.07 | 17:00 | Dinamarca  | -       | Montenegro | 28-26     |
| 12.07 | 12:00 | Lituania   | -       | Dinamarca  | 26-40     |
| 12.07 | 17:00 | Montenegro | -       | Islandia   | 36-31     |

### Grupo C
| Equipo    | J | G | E | P | GF  | GC | DG  | PTS |
| --------- | - | - | - | - | --- | -- | --- | --- |
| Serbia    | 3 | 3 | 0 | 0 | 87  | 75 | +12 | 6   |
| Suecia    | 3 | 2 | 0 | 1 | 102 | 70 | +32 | 4   |
| Suiza     | 3 | 1 | 0 | 2 | 71  | 78 | -7  | 2   |
| Finlandia | 3 | 0 | 0 | 3 | 60  | 97 | -37 | 0   |

- Resultados

| Fecha | Hora  | Partido   | Partido | Partido   | Resultado |
| ----- | ----- | --------- | ------- | --------- | --------- |
| 09.07 | 14:30 | Suecia    | -       | Finlandia | 42-16     |
| 09.07 | 19:30 | Serbia    | -       | Suiza     | 27-22     |
| 10.07 | 14:30 | Suiza     | -       | Finlandia | 29-20     |
| 10.07 | 19:30 | Serbia    | -       | Suecia    | 34-29     |
| 12.07 | 12:00 | Finlandia | -       | Serbia    | 24-26     |
| 12.07 | 17:00 | Suecia    | -       | Suiza     | 31-20     |

### Grupo D
| Equipo      | J | G | E | P | GF | GC | DG  | PTS |
| ----------- | - | - | - | - | -- | -- | --- | --- |
| Alemania    | 3 | 2 | 1 | 0 | 97 | 82 | +15 | 5   |
| España      | 3 | 2 | 1 | 0 | 81 | 72 | +9  | 5   |
| Rumania     | 3 | 1 | 0 | 2 | 89 | 89 | 0   | 2   |
| Islas Feroe | 3 | 0 | 0 | 3 | 63 | 87 | -24 | 0   |

- Resultados

| Fecha | Hora  | Partido     | Partido | Partido     | Resultado |
| ----- | ----- | ----------- | ------- | ----------- | --------- |
| 09.07 | 12:00 | Rumania     | -       | Islas Feroe | 31-25     |
| 09.07 | 17:00 | Alemania    | -       | España      | 29-29     |
| 10.07 | 12:00 | España      | -       | Islas Feroe | 23-16     |
| 10.07 | 17:00 | Alemania    | -       | Rumania     | 35-31     |
| 12.07 | 14:30 | Islas Feroe | -       | Alemania    | 22-33     |
| 12.07 | 19:30 | Rumania     | -       | España      | 27-29     |

### Grupo E
| Equipo    | J | G | E | P | GF | GC | DG  | PTS |
| --------- | - | - | - | - | -- | -- | --- | --- |
| Francia   | 3 | 3 | 0 | 0 | 91 | 64 | +27 | 6   |
| Noruega   | 3 | 2 | 0 | 1 | 76 | 72 | +4  | 4   |
| Eslovenia | 3 | 1 | 0 | 2 | 69 | 88 | -19 | 2   |
| Portugal  | 3 | 0 | 0 | 3 | 67 | 79 | -12 | 0   |

- Resultados

| Fecha | Hora  | Partido   | Partido | Partido   | Resultado |
| ----- | ----- | --------- | ------- | --------- | --------- |
| 09.07 | 14:30 | Noruega   | -       | Eslovenia | 29-24     |
| 09.07 | 19:30 | Francia   | -       | Portugal  | 30-21     |
| 10.07 | 14:30 | Portugal  | -       | Eslovenia | 23-25     |
| 10.07 | 19:30 | Francia   | -       | Noruega   | 25-23     |
| 12.07 | 12:00 | Eslovenia | -       | Francia   | 20-36     |
| 12.07 | 17:00 | Noruega   | -       | Portugal  | 24-23     |

### Grupo F
| Equipo       | J | G | E | P | GF | GC | DG  | PTS |
| ------------ | - | - | - | - | -- | -- | --- | --- |
| Croacia      | 3 | 3 | 0 | 0 | 82 | 63 | +19 | 6   |
| Austria      | 3 | 2 | 0 | 1 | 83 | 77 | +6  | 4   |
| Turquía      | 3 | 1 | 0 | 2 | 74 | 89 | -15 | 2   |
| Países Bajos | 3 | 0 | 0 | 3 | 70 | 80 | -10 | 0   |

- Resultados

| Fecha | Hora  | Partido      | Partido | Partido      | Resultado |
| ----- | ----- | ------------ | ------- | ------------ | --------- |
| 09.07 | 12:00 | Países Bajos | -       | Turquía      | 25-29     |
| 09.07 | 17:00 | Croacia      | -       | Austria      | 29-21     |
| 10.07 | 12:00 | Austria      | -       | Turquía      | 34-24     |
| 10.07 | 17:00 | Croacia      | -       | Países Bajos | 23-21     |
| 12.07 | 14:30 | Turquía      | -       | Croacia      | 21-30     |
| 12.07 | 19:30 | Países Bajos | -       | Austria      | 24-28     |

## Main Round

### Grupo G1
| Equipo          | J | G | E | P | GF | GC | DG  | PTS |
| --------------- | - | - | - | - | -- | -- | --- | --- |
| Dinamarca       | 3 | 3 | 0 | 0 | 79 | 69 | +10 | 6   |
| Montenegro      | 3 | 1 | 0 | 2 | 84 | 81 | +3  | 2   |
| Hungría         | 3 | 1 | 0 | 2 | 71 | 75 | -4  | 2   |
| República Checa | 3 | 1 | 0 | 2 | 77 | 86 | -9  | 2   |

- Resultados

| Fecha | Hora  | Partido         | Partido | Partido         | Resultado |
| ----- | ----- | --------------- | ------- | --------------- | --------- |
| 14.07 | 17:00 | República Checa | -       | Dinamarca       | 20-26     |
| 14.07 | 19:30 | Hungría         | -       | Montenegro      | 24-22     |
| 15.07 | 17:00 | Montenegro      | -       | República Checa | 36-29     |
| 15.07 | 19:30 | Dinamarca       | -       | Hungría         | 25-23     |

### Grupo G2
| Equipo   | J | G | E | P | GF  | GC | DG  | PTS |
| -------- | - | - | - | - | --- | -- | --- | --- |
| Alemania | 3 | 2 | 1 | 0 | 104 | 79 | +25 | 5   |
| España   | 3 | 1 | 1 | 1 | 82  | 82 | 0   | 3   |
| Serbia   | 3 | 1 | 0 | 2 | 84  | 96 | -12 | 2   |
| Suecia   | 3 | 1 | 0 | 2 | 82  | 95 | -13 | 2   |

- Resultados

| Fecha | Hora  | Partido  | Partido | Partido  | Resultado |
| ----- | ----- | -------- | ------- | -------- | --------- |
| 14.07 | 17:00 | Serbia   | -       | Alemania | 24-40     |
| 14.07 | 19:30 | Suecia   | -       | España   | 27-26     |
| 15.07 | 17:00 | España   | -       | Serbia   | 27-26     |
| 15.07 | 19:30 | Alemania | -       | Suecia   | 35-26     |

### Grupo G3
| Equipo  | J | G | E | P | GF | GC | DG  | PTS |
| ------- | - | - | - | - | -- | -- | --- | --- |
| Francia | 3 | 3 | 0 | 0 | 89 | 60 | +29 | 6   |
| Croacia | 3 | 2 | 0 | 1 | 64 | 75 | -11 | 4   |
| Austria | 3 | 1 | 0 | 2 | 80 | 87 | -7  | 2   |
| Noruega | 3 | 0 | 0 | 3 | 71 | 82 | -11 | 0   |

- Resultados

| Fecha | Hora  | Partido | Partido | Partido | Resultado |
| ----- | ----- | ------- | ------- | ------- | --------- |
| 14.07 | 17:00 | Francia | -       | Croacia | 33-13     |
| 14.07 | 19:30 | Noruega | -       | Austria | 27-35     |
| 15.07 | 17:00 | Austria | -       | Francia | 24-31     |
| 15.07 | 19:30 | Croacia | -       | Noruega | 22-21     |

## Cuartos de final
| Equipo 1  | Resultado | Equipo 2   |
| --------- | --------- | ---------- |
| Francia   | 26-29     | Austria    |
| Croacia   | 11-23     | España     |
| Dinamarca | 20-19     | Hungría    |
| Alemania  | 35-33     | Montenegro |

## Fase final
|  | Semifinales | Semifinales |             |    | Final | Final |
|  |             |             |             |    |       |       |
|  | 18 de julio |             |             |    |       |       |
|  |             |             |             |    |       |       |
|  | Austria     | 23          |             |    |       |       |
|  | Austria     | 23          | 20 de julio |    |       |       |
|  | España      | 28          |             |    |       |       |
|  | España      | 28          | España      | 27 |       |       |
|  | 18 de julio |             | España      | 27 |       |       |
|  |             | Alemania    | 34          |    |       |       |
|  | Dinamarca   | Alemania    | 34          | 31 |       |       |
|  | Dinamarca   |             |             | 31 |       |       |
|  | Alemania    | 37          |             |    |       |       |
|  | Alemania    | 37          | 3ª plaza    |    |       |       |
|  |             |             |             |    |       |       |
|  | 20 de julio |             |             |    |       |       |
|  |             |             |             |    |       |       |
|  | Austria     | 14          |             |    |       |       |
|  | Austria     | 14          |             |    |       |       |
|  | Dinamarca   | 38          |             |    |       |       |

| Europeo sub-19 2025  |
| -------------------- |
|                      |
| Alemania 1.er Título |

## Clasificación general
| Posición | Equipo              |
| -------- | ------------------- |
|          | Alemania            |
|          | España              |
|          | Dinamarca           |
| 4        | Austria             |
| 5        | Francia             |
| 6        | Montenegro          |
| 7        | Hungría             |
| 8        | Croacia             |
| 9        | Rumania             |
| 10       | República Checa     |
| 11       | Polonia             |
| 12       | Serbia              |
| 13       | Suecia              |
| 14       | Noruega             |
| 15       | Islandia            |
| 16       | Turquía             |
| 17       | Países Bajos        |
| 18       | Suiza               |
| 19       | Eslovenia           |
| 20       | Islas Feroe         |
| 21       | Portugal            |
| 22       | Finlandia           |
| 23       | Macedonia del Norte |
| 24       | Lituania            |

## Equipos medallistas
|                   |                       |                       |                                   |
|                   | Alemania              | España                | Dinamarca                         |
| Guardametas       | Lena Lindemann        | Udane Bernabé         | Andrea Nørklit Jørgensen          |
|                   | Merle-Sophie Muth     | Goundo Gassama        | Zenia Hald Madsen                 |
| Pivotes           | Aylin Bornhardt       | Kelly Fonkeng         | Caroline Friis Hansen             |
|                   | Laura Sophie Klocke   | Kadidiatou Jallow     | Nicoline Hovgaard                 |
|                   |                       | Libe Arruabarrena     | Emilie Schleicher                 |
| Lateral izquierdo | Marlene Tucholke      | Belén Rodríguez       | Signe Bang Sandager Roed Andersen |
|                   | Lara Däuble           | Laura Rodríguez       | Anne Dolberg Plougstrup           |
|                   | Emma Niemann          | Anna Ros              | Clara Mendgaard Sørensen          |
| Central           | Lara Sophie Müller    | Naroa Baquedano       | Cecilie Zimmer Hedegaard          |
|                   | Hanna Gutzeit         | Rosane Serrano        | Cecilie Frydendahl Nørskov        |
| Lateral derecho   | Marleen Josephin Kern | Estitxu Rodríguez     | Anna Mathilde Nordvig Hansen      |
|                   | Ruslana Litvinov      |                       | Cille Hørlyck Steenfatt Torbensen |
|                   | Aida Mittag           |                       | Clara Bro Veilgaard               |
| Extremo derecho   | Elies Mertens         | Lidia Trinidad Bomaba | Ditte Alnor Michelsen             |
|                   | Jana Walther          | Sara Palanqués        |                                   |
|                   |                       | Lucía Julvé           |                                   |
| Extremo izquierdo | Lilly Glimm           | Martina Catalá        | ndrea Bjertrup Jensenn            |
|                   | Chiara Rohr           | Paula Lluch           | Freya Bay Koch                    |

## Equipo de las estrellas
Siete naciones y once estrellas en el Equipo de las Estrellas (All-Star team) de la EHF Euro-19 2025.
| Posición          | Nombre                   | País       |
| ----------------- | ------------------------ | ---------- |
| Guardameta        | Goundo Gassama           | España     |
| Extremo izquierda | Chiara Rohr              | Alemania   |
| Lateral izquierdo | Anne Dolberg Plougstrup  | Dinamarca  |
| Central           | Belén Rodríguez          | España     |
| Pivote            | Aurelie Egbaimo          | Austria    |
| Lateral derecho   | Lara Däuble              | Alemania   |
| Extremo derecho   | Blandine Gros            | Francia    |
| Máxima goleadora  | Gabija Pilikauskaite     | Lituania   |
| Mejor defensora   | Clara Mendgaard Sørensen | Dinamarca  |
| MVP               | Natalija Lekic           | Montenegro |